# Shīrīn Kandī-ye Jadīd
Shīrīn Kandī-ye Jadīd (persiska: شیرین کندی جدید, Shīrīn Kandī) är en ort i Iran.   Den ligger i provinsen Västazarbaijan, i den nordvästra delen av landet, 600 km nordväst om huvudstaden Teheran. Shīrīn Kandī-ye Jadīd ligger 1 176 meter över havet och antalet invånare är 505.
Terrängen runt Shīrīn Kandī-ye Jadīd är varierad.Runt Shīrīn Kandī-ye Jadīd är det ganska tätbefolkat, med 75 invånare per kvadratkilometer. Närmaste större samhälle är Khvoy, 5,8 km norr om Shīrīn Kandī-ye Jadīd. Trakten runt Shīrīn Kandī-ye Jadīd består till största delen av jordbruksmark.